# فلورن ميرغيا
فلورن ميرغيا (بالرومانية: Florin Mergea)‏ مواليد 26 يناير 1985 في كرايوفا، هو لاعب كرة مضرب روماني يلعب باليد اليمنى بدأ مسيرته كمحترف عام 2003 ويحتل حالياً المرتبة 19 بمسابقات الزوجي في تصنيف رابطة محترفي كرة المضرب. أعلى تصنيف له في الفردي كان المركز الـ 243 في سنة 2005.

## روابط خارجية
- فلورن ميرغيا على موقع رابطة محترفي التنس (الإنجليزية)
- فلورن ميرغيا على موقع الاتحاد الدولي لكرة المضرب (الإنجليزية)
- فلورن ميرغيا على موقع كأس ديفيز (الإنجليزية)
- فلورن ميرغيا على موقع خلاصة التنس.كوم (الإنجليزية)
- فلورن ميرغيا على موقع إي إس بي إن.كوم (الإنجليزية)
- فلورن ميرغيا على موقع أوليمبيديا (الإنجليزية)